# 帕齐小堂

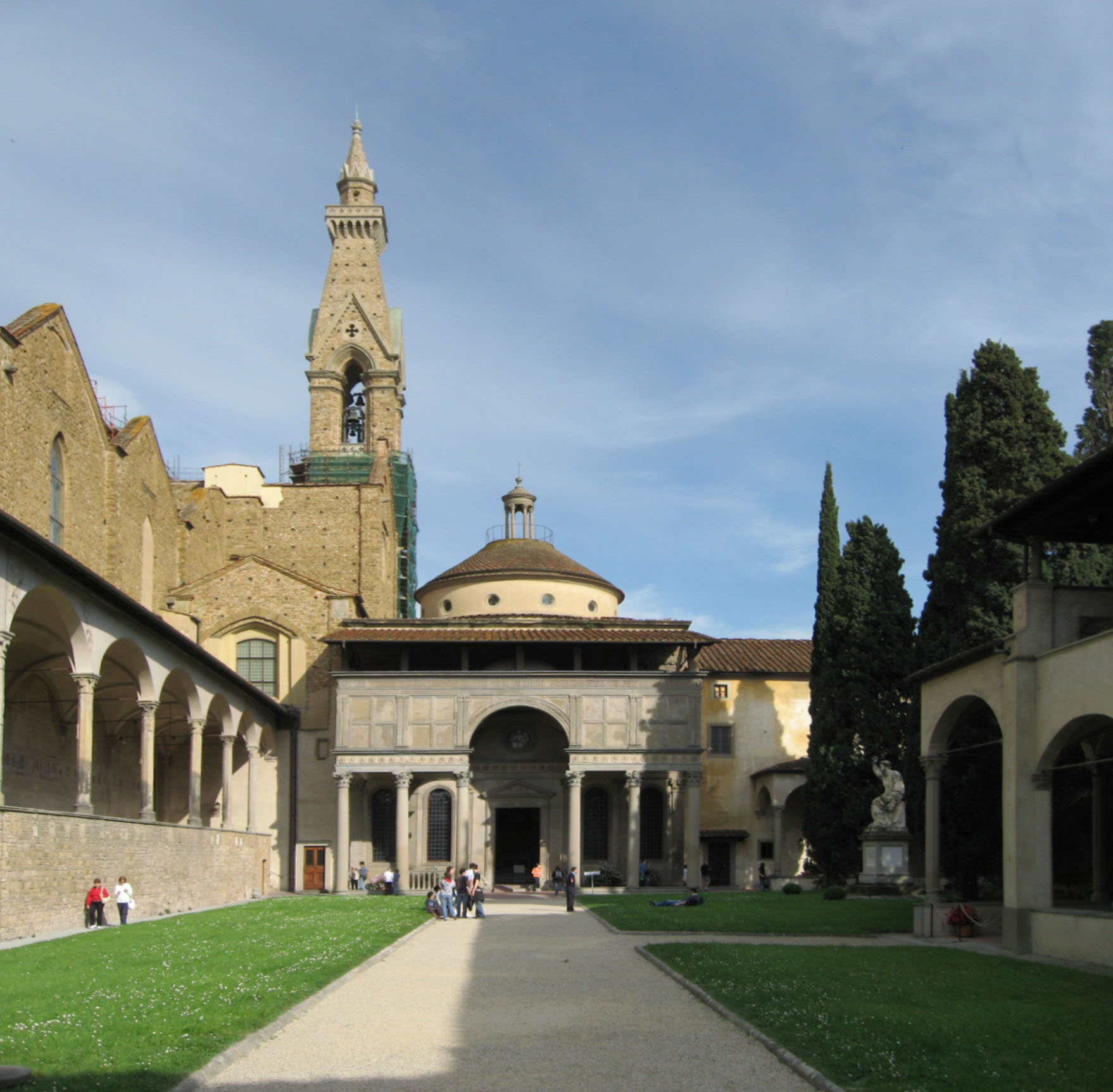
帕齊禮拜堂

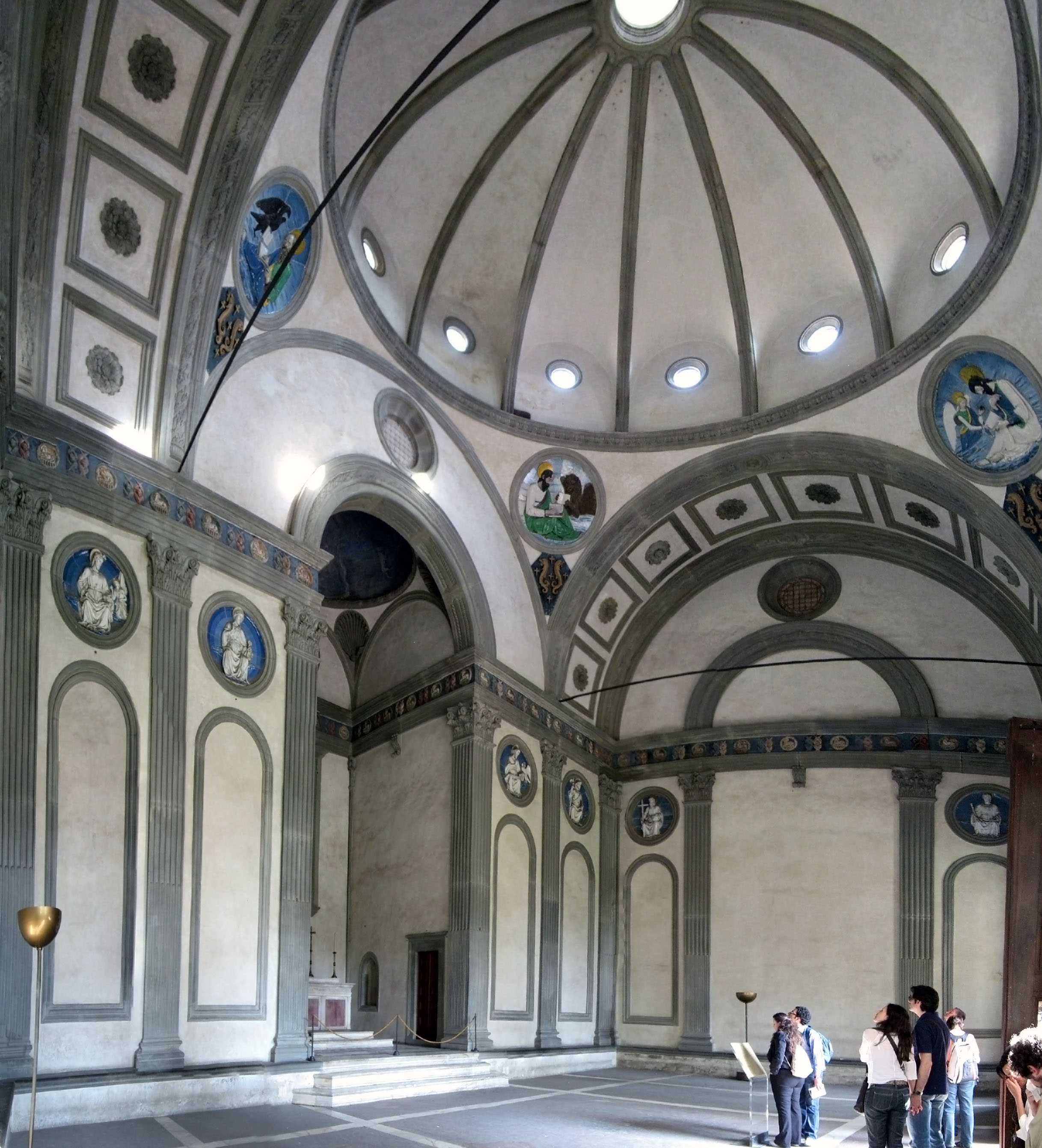
帕齊禮拜堂内部

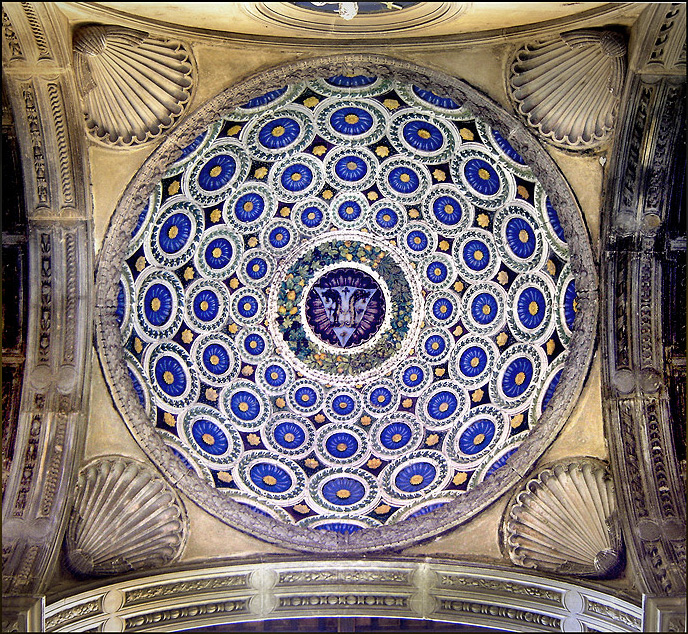
穹顶

43°46′4.82″N 11°15′46.76″E / 43.7680056°N 11.2629889°E
帕齊禮拜堂（義大利語：Cappella dei Pazzi）是意大利中部佛羅倫薩的一座宗教建築，位於聖十字聖殿的第一迴廊，其創作者通常被認為是菲利波·布魯內萊斯基。帕齊禮拜堂被視為文藝復興建築的傑作之一。

## 历史
帕齊禮拜堂的建堂资金来自于帕齊家族，其财富仅次于美第奇家族。工程开始于1441年，完成于1460年代，那时建筑师菲利波·布鲁内莱斯基已经去世近二十年。
该建筑的主要用途为会议和教学。祭台后面还有一个小堂，用于埋葬帕齊家族的死者，并强调他们的财富和权力。当时该市正与周边城市作战，帕齊家族仍获得资金兴建这座建筑，表明这对于帕齊家族和佛罗伦萨人的重要性。
从前认为这是菲利波·布鲁内莱斯基的作品，但是现在认为他只是制定简单的计划，具体执行者另有其人。

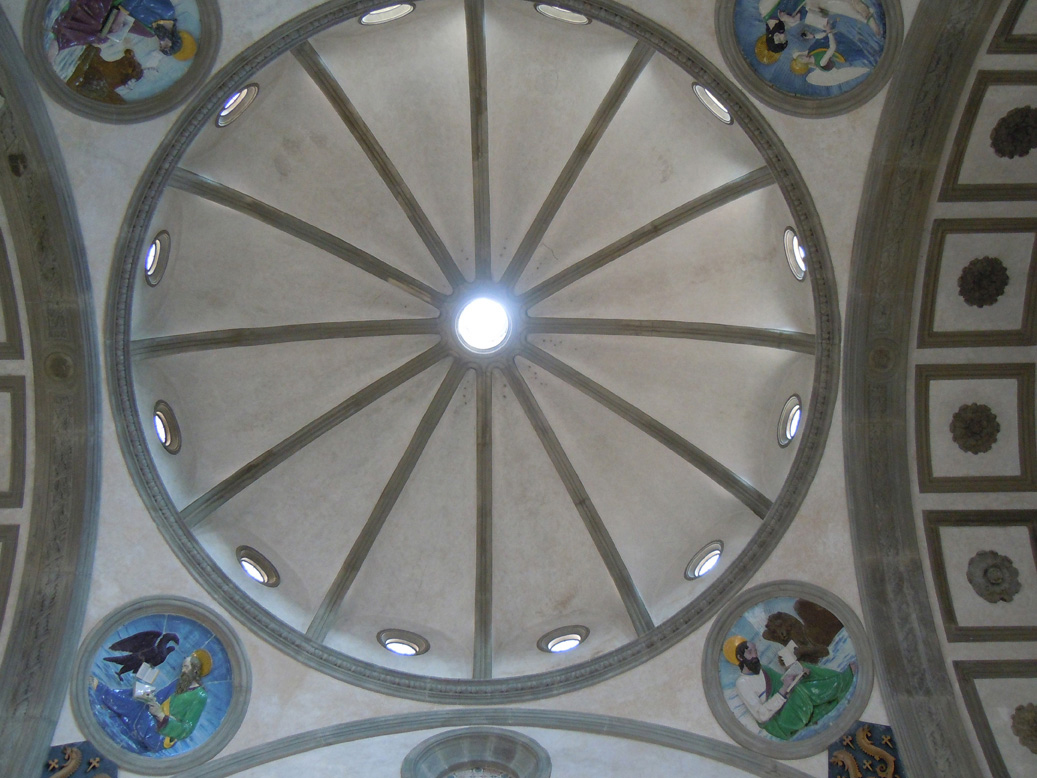
帕齊禮拜堂的天花板